# Weesgegroet
Het Weesgegroet (Latijn: Ave Maria) is een gebed gericht aan de Heilige Maagd Maria, de moeder van Jezus Christus. Het neemt een belangrijke plaats in binnen het rozenkransgebed.

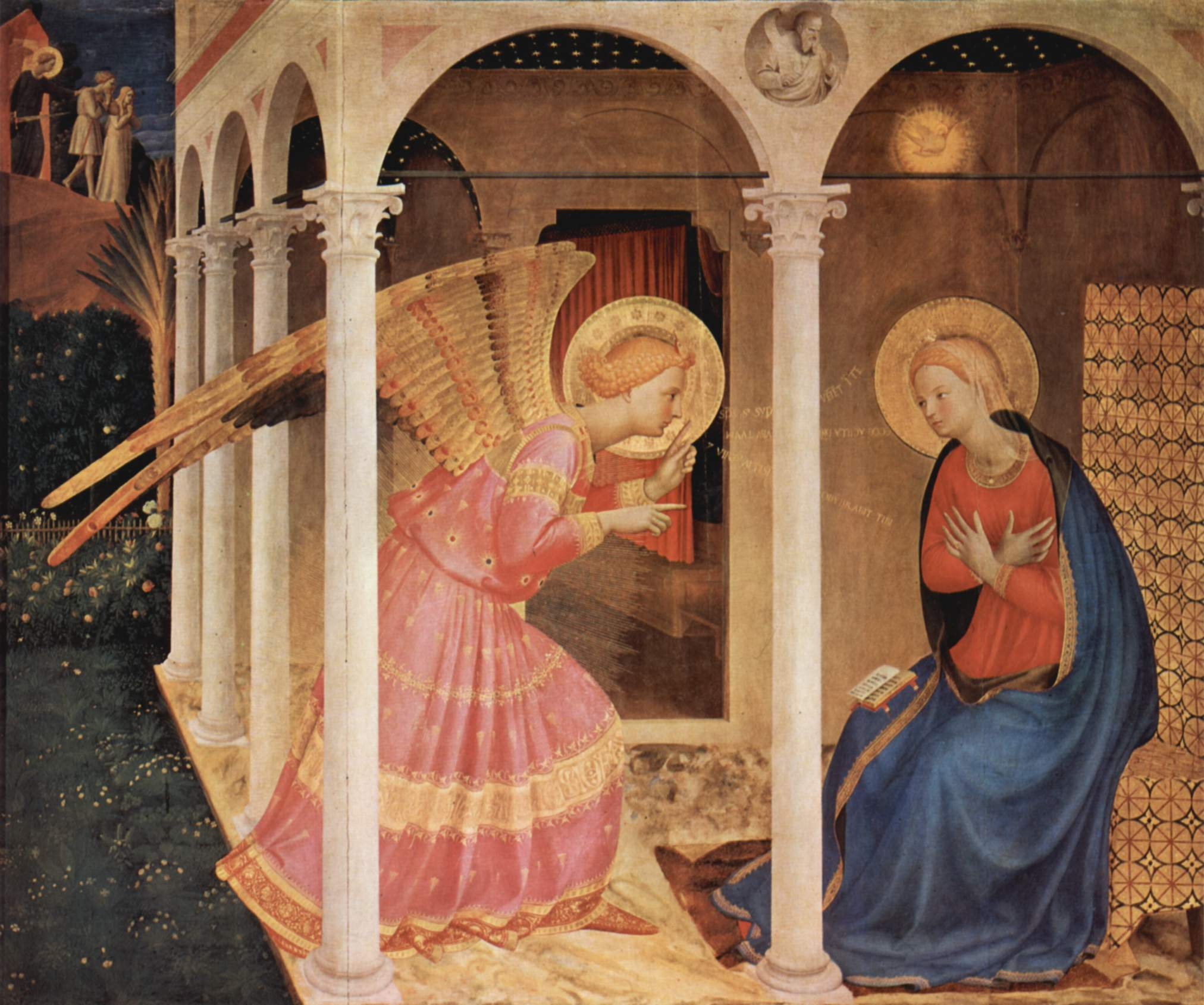
Ave Maria: de annunciatie

De namen Maria en Jezus zijn aan het eerste, respectievelijk tweede deel toegevoegd. Pas na de elfde eeuw is het gebruik van het Weesgegroet vast te stellen uit bronnen. Het derde deel van het gebed komt niet uit het evangelie en is dus later ontstaan. Rond het Concilie van Trente (16e eeuw) is het derde deel officieel toegevoegd.
| Latijn | Nederlands (in Nederland)                                                                                | Nederlands (in Vlaanderen)                                                                               |
| Het eerste gedeelte van het gebed komt uit Lucas 1:28 (de begroetingswoorden van de aartsengel Gabriël).                                                                                              | Het eerste gedeelte van het gebed komt uit Lucas 1:28 (de begroetingswoorden van de aartsengel Gabriël). | Het eerste gedeelte van het gebed komt uit Lucas 1:28 (de begroetingswoorden van de aartsengel Gabriël). |
| --- | --- | --- |
| Ave Maria, gratia plena, Dominus tecum. | Wees gegroet, Maria, vol van genade. De Heer is met U.                                                   | Wees gegroet, Maria, vol van genade. De Heer is met U.                                                   |
| Het tweede gedeelte van het gebed komt uit Lucas 1:42 (de bezegeningswoorden van Elisabet, de nicht van Maria).                                                                                       | | |
| Benedicta tu in mulieribus, et benedictus Fructus ventris tui, Iesus. | Gij zijt de gezegende onder de vrouwen, En gezegend is Jezus, de Vrucht van Uw schoot.                   | Gezegend zijt Gij boven alle vrouwen, En gezegend is de vrucht van Uw lichaam, Jezus.                    |
| Het derde gedeelte van het gebed komt van de traditie. De titel moeder van God is door het Concilie van Efeze (431) goedgekeurd. Rond de zestiende eeuw is dit laatste deel aan het gebed toegevoegd. | | |
| Sancta Maria, Mater Dei, ora pro nobis peccatoribus, nunc et in hora mortis nostrae. Amen. | Heilige Maria, Moeder van God, Bid voor ons, zondaars, Nu en in het uur van onze dood. Amen.             | Heilige Maria, Moeder Gods, Bid voor ons, arme zondaars, Nu en in het uur van onze dood. Amen.           |

In de (Byzantijnse) oosterse kerken bidt men een gebed dat op het Weesgegroet lijkt:
| Θεοτόκε Παρθένε, χαῖρε, κεχαριτωμένη Μαρία, ὁ Κύριος μετὰ σοῦ. εὐλογημένη σὺ ἐν γυναιξί, καὶ εὐλογημένος ὁ καρπὸς τῆς κοιλίας σου, ὅτι Σωτήρα ἔτεκες τῶν ψυχῶν ἡμῶν. | Moeder van God en Maagd, wees gegroet, Maria vol van genade, de Heer is met u. Gij zijt de gezegende onder de vrouwen en gezegend is de vrucht van uw schoot, want gij hebt de Redder van onze zielen gebaard. |

## Toonzettingen
Verschillende componisten hebben het Ave Maria getoonzet, onder wie Gounod. In zijn Ave Maria gebruikt hij het akkoordenpatroon van de eerste Prelude uit Das wohltemperierte Klavier van J.S. Bach als basis voor zijn melodie. 
Wereldberoemd is ook Ellens dritter Gesang, beter bekend als het Ave Maria van Schubert. In veel uitvoeringen wordt daarbij de originele Duitse tekst vervangen door het Latijnse Ave Maria.